# باردو (لهستان)
باردو (به لاتین: Bardo) یک شهر و گمینا در لهستان است که در گمینا باردو واقع شده‌است. باردو ۴٫۷۱ کیلومتر مربع مساحت و ۲٬۸۶۰ نفر جمعیت دارد.